# ネーダラントス・トップ40

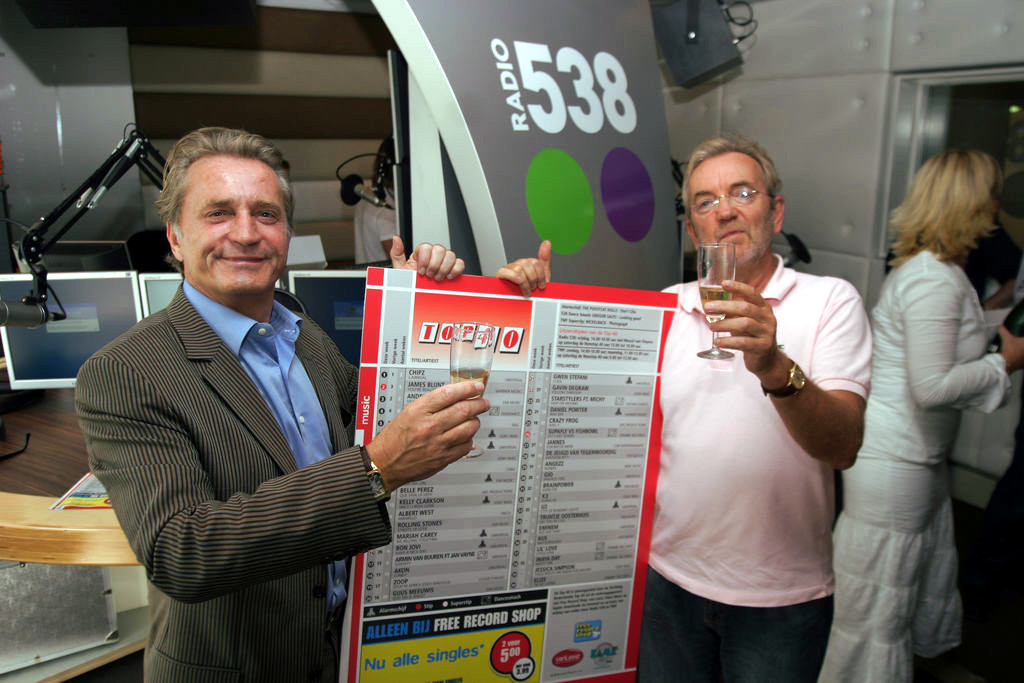
印刷されたネーダラントス・トップ40を前に祝杯を上げる Hans Breukhoven と Lex Harding (2005年)

ネーダラントス・トップ40（蘭: Nederlandse Top 40、英: Dutch Top 40）は、オランダの週間シングル・チャート。これは海外のラジオ局 Radio Veronica が始めたものであり、それゆえ当初は "Veronica Top 40" と呼ばれた。"Veronica Top 40" はラジオ局が閉局した1974年まで続いた。オランダ本国で「トップ40」を始めたのは Joost den Draaijer である。

## 沿革
最初のトップ40が集計されたのは1965年1月で、その時の1位はビートルズの「アイ・フィール・ファイン」だった。1974年に Stichting Nederlandse Top 40 がトップ40を買収し、"De Nederlandse Top 40" と名付けた。ネーダラントス・トップ40は、オランダに 3 つある公式ヒットチャートのうちのひとつである。あと一つは売り上げのみに基づいたシングル・トップ100、もう一つはネーダラントス・トップ40と同じように放送データを加味したメハ・トップ50である。
現在、Radio 538 がネーダラントス・トップ40をラジオで放送している。Jeroen Nieuwenhuize がパーソナリティとなり、毎週金曜日の午後2時-6時に放送される。ネーダラントス・トップ40はその時間帯で最も聴取率の高い番組である。

## 集計

### 内訳
メハ・トップ50同様、チャートはシングル売上と放送回数の組み合わせで決まる。ラジオで放送される回数が増えるほど、ネーダラントス・トップ40での順位も上がる。2003年時点で、ダウンロード販売もチャートに加味されている。
年間チャートの算出は、週間チャートで1位の曲が40点、2位が39点、… 40位が1点、とカウントする。こうして全週をカウントし、総得点に応じて順位が決まる。

### ルール
1972年から現在まで続いているいくつかのルールがある。これらのルールにより、ネーダラントス・トップ40は批判も受けてきている。
- 曲は少なくとも2週以上チャートに留まらなければならない。実際には上位40位から外れたという場合、40位に置かれる。
- 注目ポイント (superstip) として紹介されたシングルは、翌週に順にを落とすことはない。実際には順位が落ちたという場合、同じ順位に留め置かれるため、その翌週には大きく順位を落とすことになる。
- いったん圏外に落ちた曲の再ランクインは、それが30位以内の場合に限られる。そうでない場合は無視する。
- 両A面のシングルは、チャートでは別々の曲として扱う。ラジオでの放送回数はそれぞれ違うかもしれないからだ。